# The Calculus of Consent

The Calculus of Consent: Logical Foundations of Constitutional Democracy est un livre publié par les économistes James M. Buchanan et Gordon Tullock en 1962. Il présente certains des principes fondateurs de choix public un domaine pluridisciplinaire appartenant aux champs de l'économie et de la science politique ainsi que de l'économie constitutionnelle.  

## Aperçu du livre
Selon Thomas Romer, ce livre, un des plus influents de l'économie politique moderne débute en développant la thèse que  l'individualisme méthodologique s'applique aux choix collectifs. Ils rejettent fortement l'hypothèse alors largement acceptée  que les agents se rassemblent pour trouver quelque intérêt public ou bien commun. Ils écrivent à cet effet :
| « No one seems to have explored carefully the implicit assumption that the individual must somehow shift his psychological and moral gears when he moves between the private and social aspects of life. We are, therefore, placed in the somewhat singular position of having to defend the simple assumption that the same individual participates in both processes against the almost certain onslaught of the moralists (Calculus of Consent p.8) » | « Personne ne semble avoir étudié soigneusement l'hypothèse implicite qui veut que la personne change de logiciel psychologique et moral quand il passe des aspects privé aux aspects sociaux de sa vie. Nous sommes par conséquent placé dans une position quelque peu singulière en devant défendre contre une attaque certaine des moralistes l'hypothèse simple qui veut que le même individu participe aux deux processus. » |

Pour Buchanan et Tullock, les échanges publics et privés sont vues comme des parties d'un réseau (nexus) d'échange auxquels participent les individus. Selon eux, l'économie est un ensemble d'institutions dont la structure est donnée par la participation volontaires des gens. Comme ils ont conscience que des échanges mutuels ne peuvent survenir si on se limite aux transactions privées, il convient d'établir une constitution pour créer un gouvernement qui y pourvoit. Un point important chez Buchanan qu'il a rappelé dans sa Conférence Nobel tient au fait que chez lui, la constitution permet de tracer une ligne entre ce qui est action privée et action collective.
Le problème pour eux est que, en elle-même, une constitution reposant sur le principe de l'unanimité n'a pas d'effet coercitif. En réalité, ils pensent  qu'il est seulement possible de se mettre unaniment d'accord sur des principes généraux et non sur des lois particulières. Ils écrivent : « un accord semble plus probable sur des règles générales guidant les choix collectifs que sur les choix ultérieurs devant être faits à l'intérieur des règles générales » (« Agreement seems more likely on general rules for a collective choice than on the later choices to be made within the confines of aggreed-on rules »).
Dans le cas de la règle de l'unanimité, les coûts externes c'est-à-dire les coûts liés à interdépendance sociale sont internalisés puisque par ce biais il est possible d'obtenir des compensations. Au contraire si les décisions collectives dépendent d'une petite minorité, les coûts d'organisation de la décision seront faibles mais probablement que la majorité devra supporter des côuts externes forts. Plusieurs chapitres  de The Calculus of Consent sont consacrés à l'aspect allocatif des effets d'un vote à la majorité. Ils estiment que la théorie des jeux  montre que le vote majoritaire aura probablement pour effet un surproduction de biens publics.

## Table des matières
Part I. The Conceptual Framework
- 1. Introduction
- 2. The Individualistic Postulate
- 3. Politics and the Economic Nexus
- 4. Individual Rationality in Social Choice

Part II. The Realm of Social Choice
- 5. The Organization of Human Activity
- 6. A Generalized Economic Theory of Constitutions
- 7. The Rule of Unanimity
- 8. The Costs of Decision-Making

Part III. Analyses of Decision-Making Rules
- 9. The Structure of the Models
- 10. Simple Majority Voting
- 11. Simple Majority Voting and the Theory of Games
- 12. Majority Rule, Game Theory, and Pareto Optimality
- 13. Pareto Optimality, External Costs, and Income Redistribution
- 14. The Range and Extent of Collective action
- 15. Qualified Majority Voting Rules, Representation, and the Interdependence of Constitutional Variables
- 16. The Bicameral Legislature
- 17. The Orthodox Model of Majority Rule

Part IV. The Economics and the Ethics of Democracy
- 18. Democratic Ethics and Economic Efficiency
- 19. Pressure groups, Special interests, and the Constitution
- 20. The Politics of the Good Society
- Appendix 1 Marginal Notes on Reading Political Philosophy
- Appendix 2 Theoretical Forerunners

## Pour aller plus loin
- Kenneth Arrow, Social Choice and Individual Values (1963), p. 120 (source for Arrow's defense of transitivity over unanimity).